# Randwick District Rugby Union Football Club
Maillots
Dernière mise à jour : 25 octobre 2014.

Maillot de Randwick.

Randwick District Rugby Union Football Club est un club de rugby à XV australien, situé à Randwick dans la banlieue de Sydney. C’est l’un des plus célèbres et l’un des plus anciens en dehors des îles Britanniques, fondé en 1882. Le club jouait à l'origine en rouge et blanc, mais à la suite de la demande du club de St George qui évoluait dans les mêmes couleurs, les dirigeants ont accepté de changer pour le vert sapin, qui était la couleur des panneaux indicateurs du réseau de tram qui menait au stade.
Vainqueur à 33 reprises du Shute Shield qui récompense le très relevé championnat de Sydney (dont 14 titres entre 1978 et 1996), Randwick a aussi remporté 7 fois le Australian Club Championship qui mettait aux prises les clubs champions de Sydney et de Brisbane, capitale du Queensland.
Randwick a fourni un très grand nombre d’internationaux à l’équipe d’Australie, comme les frères Ella, Mark, Gary et Glenn qui apportèrent du sang neuf dans le jeu d’attaque australien, ou encore George Gregan, David Campese et plus récemment Chris Latham. Plus de 90 joueurs de Randwick ont un jour porté la tunique jaune et verte des Wallabies et neuf en ont été le capitaine. Deux sélectionneurs sont également sortis de ce club, Eddie Jones et Bob Dwyer, vainqueur de la Coupe du monde 1991.
Leur surnom de Galloping Greens (Les Galopeurs Verts) vient du fait que le club est situé tout près de l'un des plus célèbres hippodromes d'Australie, le Randwick Racecourse.

## Palmarès
- Shute Shield (33 titres dont 4 dans les années 1890) : 1930, 1934, 1938, 1940, 1948, 1959, 1965, 1966, 1967, 1971, 1973, 1974, 1978, 1979, 1980, 1981, 1982, 1984, 1987, 1988, 1989, 1990, 1991, 1992, 1994, 1996, 2000, 2004, 2023.
  - 12 finales perdues.

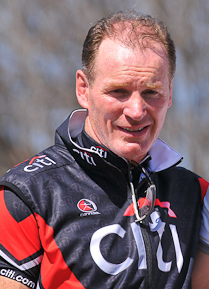
Simon Poidevin

- Australian Club Championship (7 titres) : 1982, 1983, 1988, 1989, 1990, 1991, 1997.

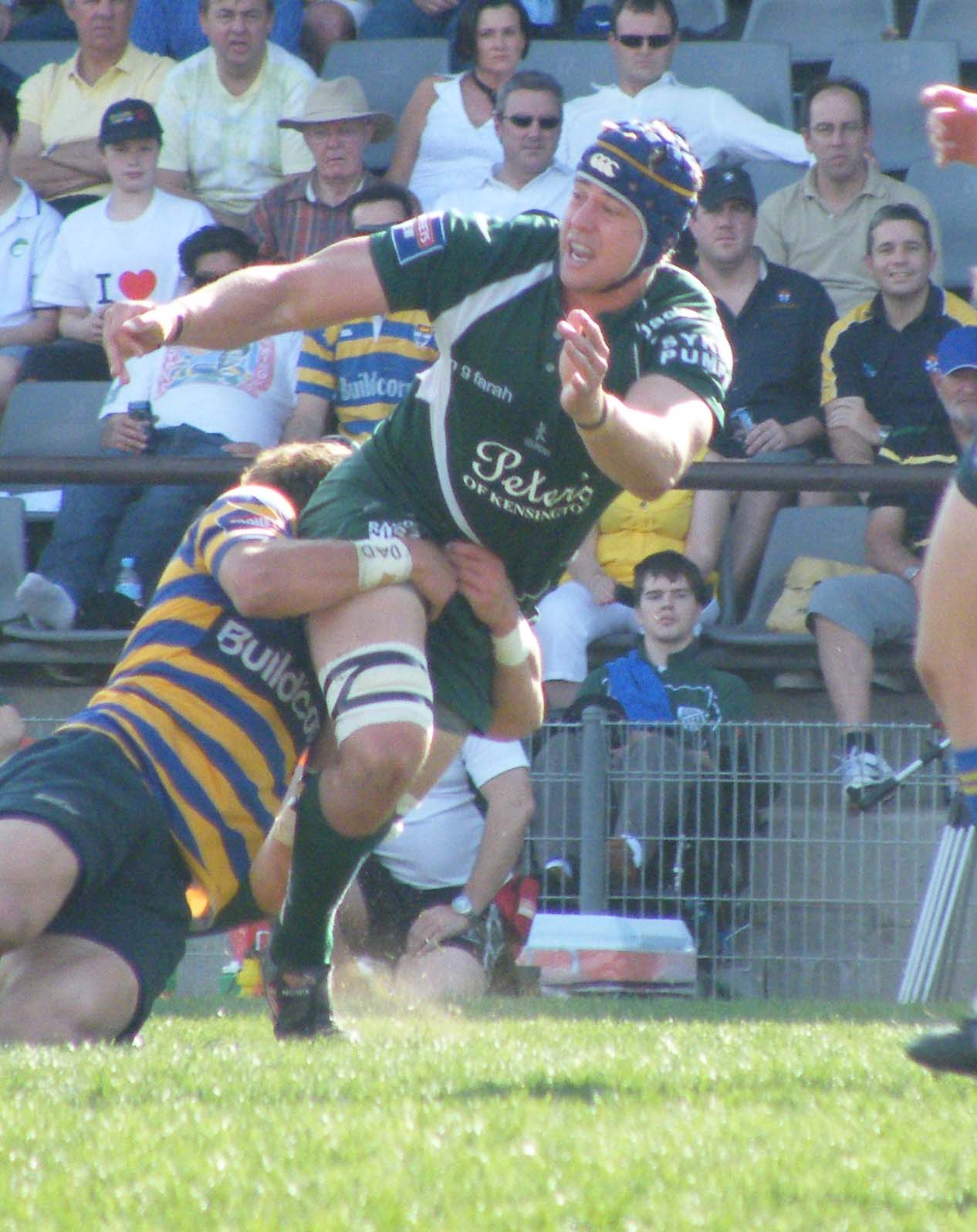
Mark Chisholm sous le maillot de Randwick

- Tooheys New Cup (1 titre) : 2004. 
  - 2 finales perdues : 2003, 2006.Mark Chisholm sous le maillot de Randwick

## Joueurs célèbres
- Matthew Burke
- David Campese
- Ken Catchpole
- Mark Chisholm
- Mark Ella
- Owen Finegan
- Adam Freier
- George Gregan
- Stephen Hoiles
- Henry Hutchison
- Phil Kearns
- Chris Latham
- Simon Poidevin
- Cyril Towers
- Morgan Turinui
- Lei Tomiki